# Еллаквере
Е́ллаквере  (ест. Ellakvere küla) — село в Естонії, у волості Йиґева повіту Йиґевамаа.

## Населення
Чисельність населення на 31 грудня 2011 року становила 74 особи.